# Take a Leap
Take a Leap – czwarty minialbum południowokoreańskiej grupy Golden Child, wydany 23 czerwca 2020 roku przez wytwórnię Woollim Entertainment. Ukazał się w dwóch wersjach fizycznych: A i B. Płytę promował singel „ONE (Lucid Dream)”. Sprzedał się w nakładzie 65 220 egzemplarzy w Korei Południowej (stan na sierpień 2020 r.).

## Lista utworów
| CD | CD                                                       | CD                                                           | CD                                                           | CD                                                           | CD      |
| Nr | Tytuł utworu                                             | Tekst                                                        | Kompozycja                                                   | Aranżacja                                                    | Długość |
| -- | -------------------------------------------------------- | ------------------------------------------------------------ | ------------------------------------------------------------ | ------------------------------------------------------------ | ------- |
| 1. | „Take Off”                                               |                                                              | BLSSD                                                        | BLSSD                                                        | 1:25    |
| 2. | „ONE (Lucid Dream)”                                      | BLSSD, (Rap Making Jangjun, TAG)                             | BLSSD                                                        | BLSSD                                                        | 3:56    |
| 3. | „Huk deuleowa (OMG)” (kor. 훅 들어와 (OMG), ang. OMG)    | LEEZ, Ollounder, Jangjun, TAG                                | LEEZ, Ollounder                                              | LEEZ, Ollounder                                              | 3:27    |
| 4. | „Honjasmal (Moment)” (kor. 혼잣말 (Moment), ang. Moment) | 1Take, TAK, Jangjun, TAG                                     | 1Take, TAK                                                   | 1Take, TAK                                                   | 3:33    |
| 5. | „Make Me Love”                                           | Stardust, revel, Jangjun, TAG                                | Stardust                                                     | MARCO                                                        | 3:10    |
| 6. | „H.E.R (Geunyeoege)” (kor. H.E.R (그녀에게), ang. H.E.R) | SPACE COWBOY, Zeenan, Jay Hong, mOnSteR nO.9, croq, VORADORY | SPACE COWBOY, Zeenan, Jay Hong, mOnSteR nO.9, croq, VORADORY | SPACE COWBOY, Zeenan, Jay Hong, mOnSteR nO.9, croq, VORADORY | 3:39    |
| 7. | „Pass Me By”                                             | BLSSD                                                        | SPACEBOY, BLSSD                                              | SPACEBOY                                                     | 4:00    |

## Notowania
| Lista                     | Pozycja |
| ------------------------- | ------- |
| Gaon Weekly Album Chart   | 6       |
| Five Music (Tajwan)       | 7       |
| Oricon Weekly Album Chart | 26      |